# Прича о дрвету и плодовима
Прича о дрвету и плодовима је Исусова алегоријска прича о томе како разликовати добре људе од лоших. Исус је говорио да као што неко дрво препознајемо по плоду тако и људе можемо препознати по њиховим плодовима.
Сличне беседе о дрвету и плодовима се налазе на више места у канонским јеванђељима по Матеју и Луки, као и неканонском јеванђељу по Томи. Ове беседе су углавном уперене против јеврејских свештеника, фарисеја.

## Прича

### По Матеју
Код Матеја се Исусово поређење о дрвету и плодовима налази на два места. Прва верзија приче налази се у седмом поглављу:
Друга верзија приче се налази у дванаестом поглављу:

### По Луки
Лука преноси следећу причу о дрвету и плодовима:

### По Томи
Код Томе се изрека о плодовима такође помиње на два места, прво у 43. пасусу:
а потом и два пасуса ниже:

## Тумачења
Исус користи слике веома познате његовим слушаоцима. Одређено трње заиста рађа бобице које подсећају на грожђе. А чкаљ је цвет, који бар из даљине, може личити на смокву. Када се та сличност погледа пажљиво, она је у ствари лажна. Исус сличан тест поставља и разним вероучитељима и лажним пророцима - да ли живе у складу са моралном истином и имају исправан карактер?